# Gutkeled

Wappen der Gutkeled

Die Gutkeled (Varianten: Gut-Keled, Guthkeled, Guth-Keled) waren eine Familie oder ein Clan (Latein generatio) des ungarischen Adels. Von ihnen stammen eine Reihe von ungarischen Adelsfamilien ab. Zu Beginn des 14. Jahrhunderts gehörten die Gutkeled zu den einflussreichen Oligarchen der Ungarischen Kleinkönigtümer.
Die ursprüngliche Quelle über den Ursprung der Gutkeled sind die Gesta Hunnorum et Hungarorum des Simon Kézai:

„Sed postea, tempore Petri regis Kelad et Gut intrant tres frateres ex gente Svevorum procreati. De castello Stof sunt nativi.“

„Doch dann, während der Regierung von König Peter, immigrierten Kelad und Gut, drei Brüder von schwäbischer (mögliche Übersetzung auch: schwedischer) Herkunft. Sie wurden geboren in der Burg Stof.“

Die Burg „Stof“ ist vermutlich eine Verballhornung von „Stauf“ und bezeichnet entweder Burg Staufen in Staufen im Breisgau oder Burg Hohenstaufen in Württemberg. Der erwähnte König ist Peter Orseolo von Ungarn (König 1038 bis 1041 und von 1044 bis 1046).
Adelsfamilien, die von den Gutkeled abstammen:
- Adonyi
- Apagyi
- Atyai
- Báthory
- Diószegi
- Dobi
- Gacsályi
- Guthi
  - Országh (Guthi)
- Kun
- Pelbárthidi
- Rozsályi
- Szemesi
- Maróthy
- Várdai

Bekannte Mitglieder:
- Stefan (ung. István) Gutkeled, Ban von Slawonien (1248–1260)
- Nikolaus (ung. Miklós) Gutkeled, Ban von Slawonien (1278–1279)